# 391P/Kowalski
391P/Kowalski, komet Jupiterove obitelji